# Patria
Pour les articles homonymes, voir Patria (homonymie).
Patria est un groupe d'aéronautique et de défense international détenu par l'État finlandais (50,1 %) et Kongsberg Gruppen (49,9 %). Patria est créé en 1997 à partir d'anciennes compagnies.
Patria se classait en 2023 au 91e rang mondial pour la production d'armement.

## Historique
En décembre 2014, Airbus Group, qui possédait 26,8 % du groupe, annonce la vente de sa participation dans Patria à l'État finlandais.
En mars 2016, le groupe norvégien Kongsberg annonce le rachat de 49,9 % de Patria.

## Activités

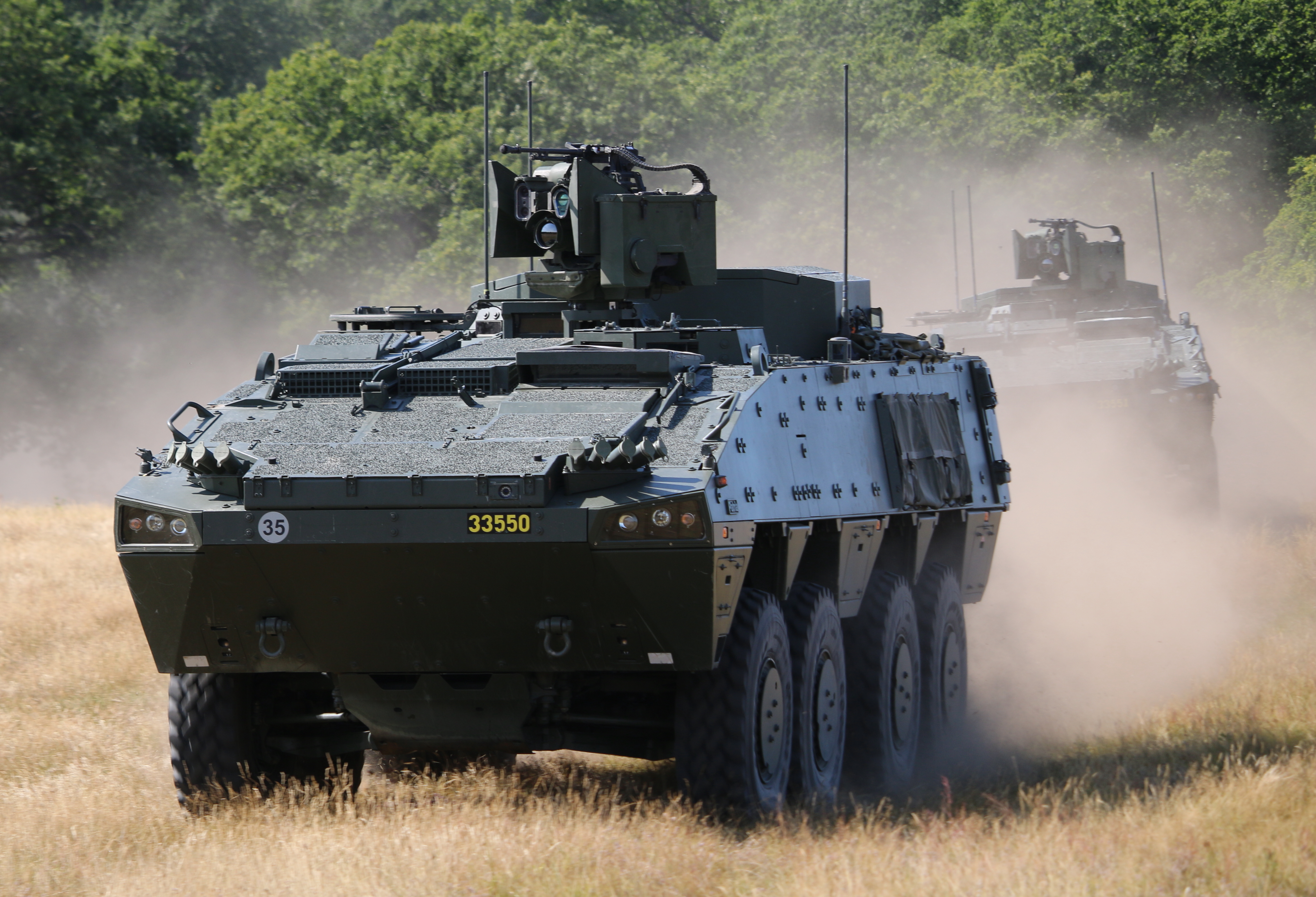
Un Patria AMV des forces armées suédoises.

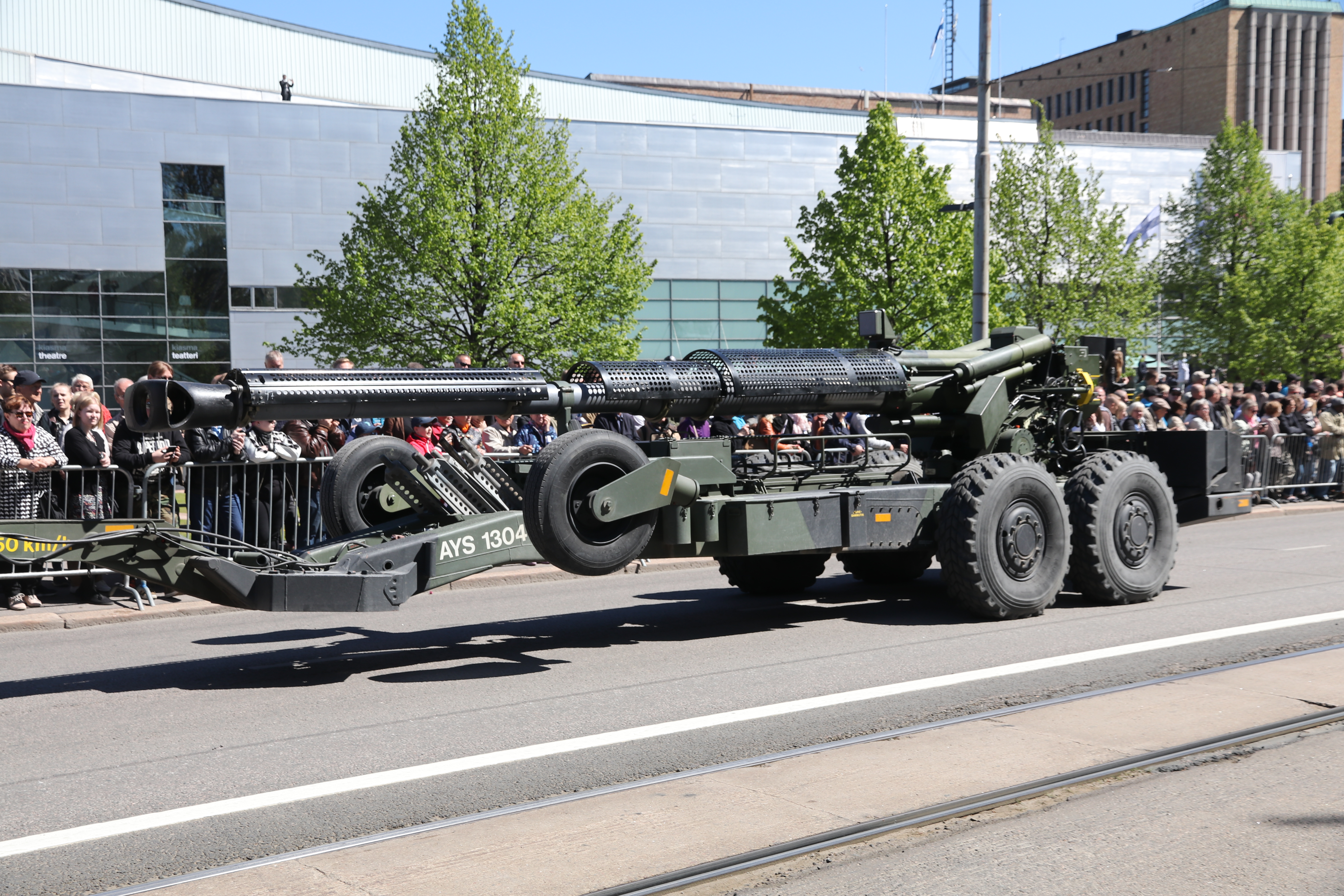
Un obusier de calibre 155 mm 155 K 98 de l'armée finlandaise.

L'entreprise fabrique plusieurs types de véhicules blindés à roues pouvant servir de véhicule de combat d'infanterie et de véhicule de transport de troupes dont le Patria Pasi, le Patria AMV ainsi que des pièces d'artillerie dont le 155 K 98 (en).
Patria est un des principaux sous-traitants collaborant avec Airbus dans la réalisation de l'Airbus A380, plus gros avion de transport de passagers au monde. Patria réalise la conception et la fabrication des 8 spoilers en matériaux composites situés sur chacune des ailes de l'appareil.
Spécialisée dans les structures en matériaux composites, Patria collabore également à d'autres programmes aéronautiques comme l'avion de transport militaire Airbus A400M ou l'hélicoptère NH90.

## Corruption
Une enquête de la télévision finlandaise révèle en 2008 que la société Patria a versé 21 millions d’euros à des responsables slovènes pour obtenir un important contrat de fourniture de blindés. L'affaire aboutit en 2014 à la condamnation du premier ministre slovène pour corruption.